# Depósitos de Electris
Os depósitos de Electris constituem um depósito cuja espessura varia de 100–200 metros, possui coloração clara, aparentando ser frágil pois observou-se que alguns boulders estão associados a essa formação.  O depósito cobre a superfície em sua maior parte de 30° S a 45° S e de 160° E a 200° E.  Assim, partes dos depósitos de Electris se localizam no quadrângulo de Phaethontis e o restante no quadrângulo de Eridania.  Análises recentes de imagens da HiRISE levaram os cientistas a acreditar que este depósito se trata do acúmulo de loess que fora inicialmente produzido por materiais vulcânicos de Tharsis e outras regiões vulcânicas.
Seu nome é uma das formações de albedo clássicas em Marte.  Na mitologia, esta era a principal ilha das "Electrídias", ilhas produtoras de âmbar.

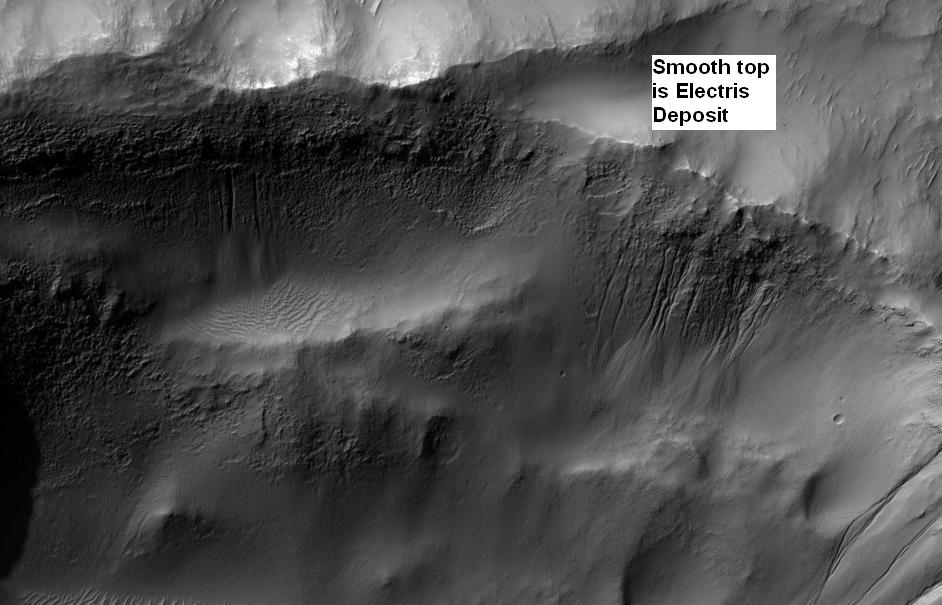
Depósitos de Electris, visto pela HiRISE.  Os depósitos de Electris possuem aparência clara e fofa nesta imagem em contraste ao material áspero da imagem ao lado. Imagem no quadrângulo de Phaethontis.
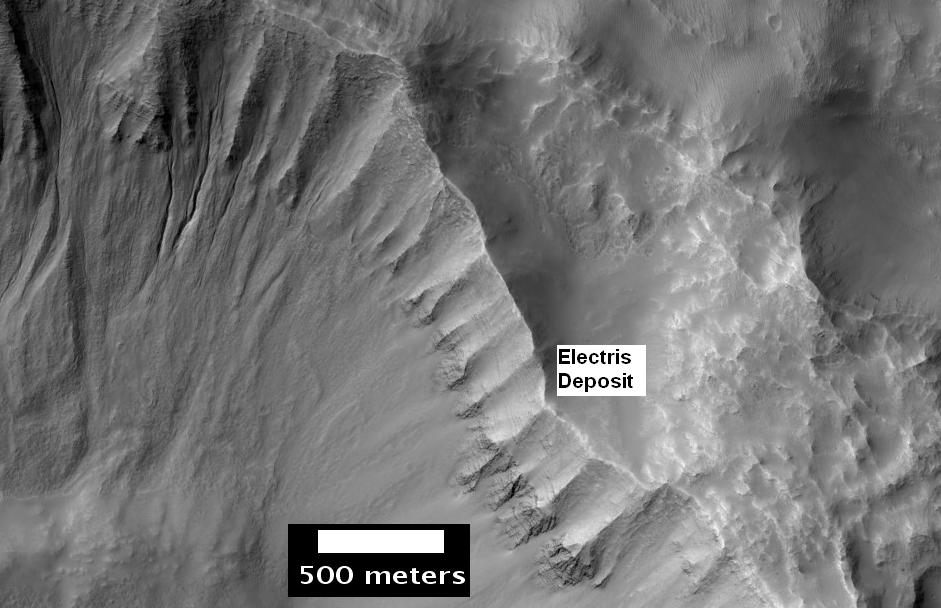
Camadas em depósitos de Electris em tons claros, vistos pela HiRISE, a bordo da Mars Reconnaissance Orbiter.  Ravinas são visíveis à esquerda.